# Borçkská přehradní nádrž
Borçkská přehradní nádrž (turecky Borçka Barajı) je postavena na řece Čoroch v provincii Artvin v Černomořském regionu Turecka. Hlavním úkolem je výroba elektrické energie, instalovaný výkon je 300 MW. Druhotným účelem je ochrana proti vysokému stavu vody.
Výstavba začala roku 1999 a zprovozněna byla roku 2006.
Kvůli výstavbě byla přeložena silnice mezi městy Borçka a Artvin.

## Externí odkazy

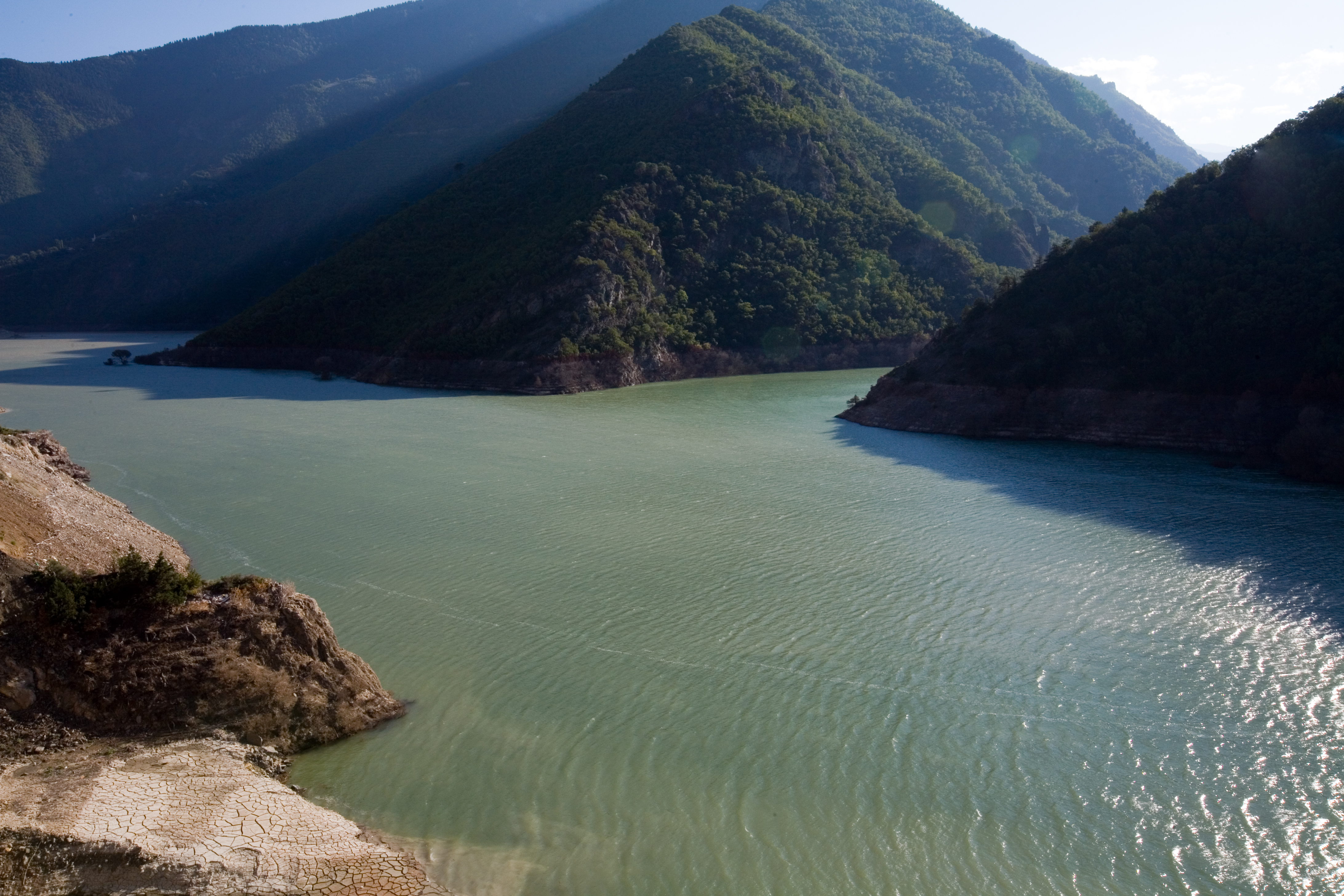
Přehrada s vpravo ústící řekou Hatila Deresi